# Sassoon Heskel
 (novembre 2023).
Sassoon Heskel (arabe : ساسون حسقيل ou ساسون حزقيال, également transcrit Sasson Eskell, ou Hasqayl ; 1860-1932) est un homme politique irakien, député représentant Bagdad au Parlement ottoman de 1908 à 1920, ministre des Finances de 1920 à 1923 et en 1924-1925, et député au Parlement irakien de 1925 à 1932. Il est considéré comme « un des architectes de l'Etat irakien ».

## Milieu familial et formation
Il est le fils du Hakham Heskel Shlomo David, lui-même disciple du rabbin badgadi réputé Abdallah Somekh.
Il est par ailleurs le neveu de Menahem Saleh Daniel, homme politique et philanthrope irakien.
Sasson Heskel fait ses études secondaires à l'Alliance israélite de Bagdad et ses études supérieures à Vienne, Berlin et Londres ; il est diplômé de l'Ecole d'administration Mülkiye d'Istambul,.

## Carrière politique

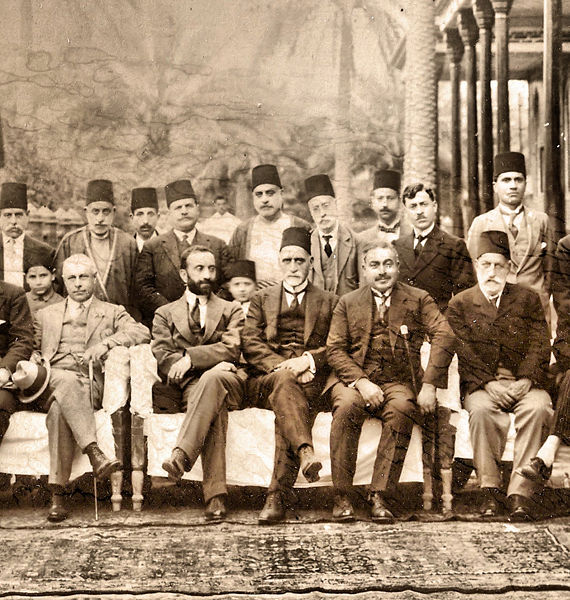
Assis au centre: Sassoon Heskel (un fez sur la tête, jambes croisées) ; Fayçal Ier (roi d'Irak) se trouve immédiatement à sa gauche, jambes croisées. L'oncle de S. Heskel, le sénateur Menahem Saleh Daniel est assis tout à fait à droite.

### Dans l'Empire ottoman
De retour à Bagdad en 1885 il y est nommé secrétaire aux Affaires Etrangères du gouverneur ottoman.
Au moment de l'arrivée au pouvoir des Jeunes-Turcs en 1908 il devient un des six députés représentant Bagdad au Parlement ottoman d'Istambul  à chaque session jusqu'à la dissolution de ce Parlement en 1920.
En 1909 il est membre de la délégation envoyée à Londres dans le cadre de négocations visant à nouer des relations plus étroites avec les Britanniques.
Il préside en 1913 la Commission des budgets et devient le conseiller du Ministre du Commerce et de l'Agriculture.

### Mandat britannique, règne de Fayçal Ier
Ministre des Finances en 1920 dans le premier gouvernement irakien, dirigé par Abd Al-Rahman al-Gillani il est reconduit au même poste dans les gouvernements qui se sont succédé entre 1920 et 1923 puis de nouveau en 1924-1925. En tant que ministre il établit les fondements de la fiscalité du nouveau royaume d'Irak créé en 1921, supervise le budget et les lois sur les taxes ; il conduit les négociations avec la British Petroleum Company au sujet des redevances pétrolières (royalties) perçues par l'Irak. En 1925 il conclut un accord en vertu duquel ces redevances sont calculées sur la base de l'or, ce qui a permis à l'Irak de percevoir des revenus considérables  même après que la Grande-Bretagne a abandonné l'étalon-or,.

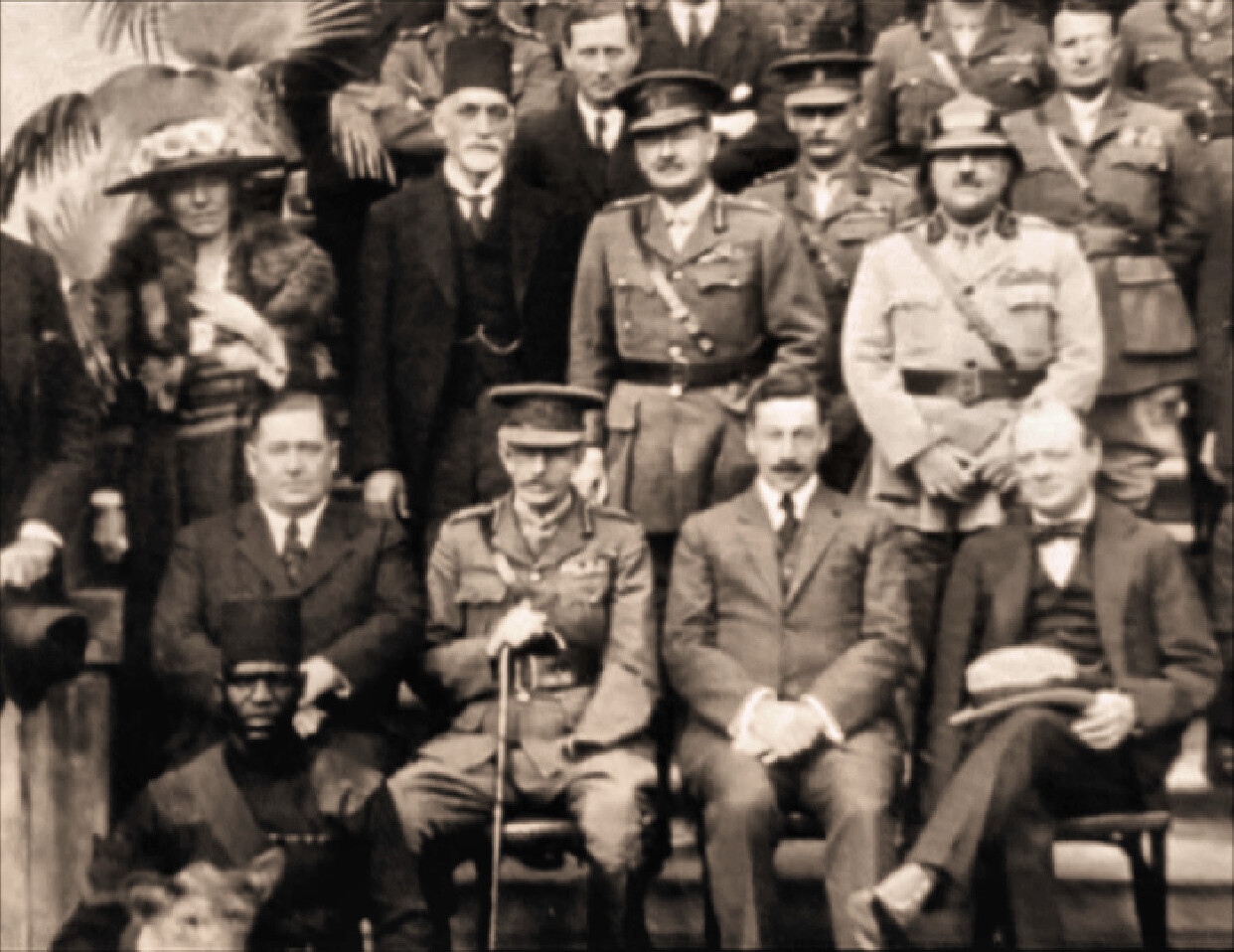
La Conférence du Caire, mars 1921
Debout au deuxième rang: Sassoon Heskel, l'homme à la barbe blanche ; à sa gauche, Gertrude Bell ; tout à fait à sa droite, Jafar al-Askari.
Assis tout à fait à droite, Winston Churchill

Sassoon Hezkel fait partie des quelques Irakiens présents à la Conférence du Caire sur le Moyen Orient (mars 1921), organisée par Winston Churchill pour déterminer l'avenir politique de l'Irak ; il y soutient la proposition d'un couronnement de Fayçal qui devient le premier roi d'Irak en août 1921.
Il est élu au Parlement irakien en 1925 jusqu'à sa mort en 1932. La Constitution irakienne instaure le principe de l'égalité religieuse et la nouvelle loi électorale garantit aux juifs un nombre fixe de sièges. Dans le premier Parlement irakien, qui se réunit en 1925, il y a 4 députés juifs sur 88 parlementaires (soit 4,5% ; en 1919, l'Irak compte 87 488 juifs sur une population totale de 2,8 millions, soit 3,1% de la population). Dans le deuxième Parlement irakien de 1928-1930 dont fait également partie S. Heskel il y a 5 représentants juifs.
T. Moral et D. Shahsha situent la carrière de Sassoon Heskel dans le contexte favorable du règne du roi Fayçal formé à Istanbul, influencé par la première idéologie libérale des Jeunes-Turcs, Fayçal Ier étant connu comme l'auteur de la formule : « La religion est à Dieu, la patrie est aux hommes » (« al-din lil-Lah wal-watan lil-Jami' »; en anglais : « Religion is for God, the Fatherland is for Everyone »). Selon ces mêmes historiens, le patriotisme de ce monarque l'emportait sur ses sentiments panislamistes ou panarabes.
Sassoon Hekel se voit accorder par le roi de Grande-Bretagne le titre de chevalier de l'Empire britannique en 1923.